# Funerali di san Girolamo
I Funerali di san Girolamo è un dipinto tempera su tavola (141x211 cm) di Vittore Carpaccio, datato 1502 e conservato nella Scuola di San Giorgio degli Schiavoni a Venezia.

## Storia
Carpaccio, al culmine della propria carriera, venne chiamato dalla Scuola "minore" degli Schiavoni, cioè dei Dalmati residenti o di passaggio a Venezia, per dipingere un ciclo di sette teleri sulle storie dei santi protettori della confraternita (Giorgio, Girolamo e Trifone) a cui si aggiunsero altre due tele fuori della serie con Storie evangeliche. Il lavoro per gli Schiavoni iniziò nel 1502 e terminò nel 1507. 

## Descrizione e stile
La tela è l'ultima dedicata alle storie di san Girolamo, con San Girolamo e il leone nel convento e la Visione di sant'Agostino (Apparizione di san Girolamo a sant'Agostino).
La scena è inquadrata da una sorta di cornice composta dal gradino alla base, i due edifici ai lati e la travatura che in alto corre tra essi. La scena principale si svolge in primo piano, con il santo defunto disteso, con un cuscino, sul pavimento geometrico, mentre attorno a lui stanno inginocchiati una serie di monaci, alcuni giovani, alcuni anziani, uno con un bastone processionale con la croce, altri con libri o con bastoni da sostegno. A sinistra un albero secco e un teschio rimandano al tema della morte.

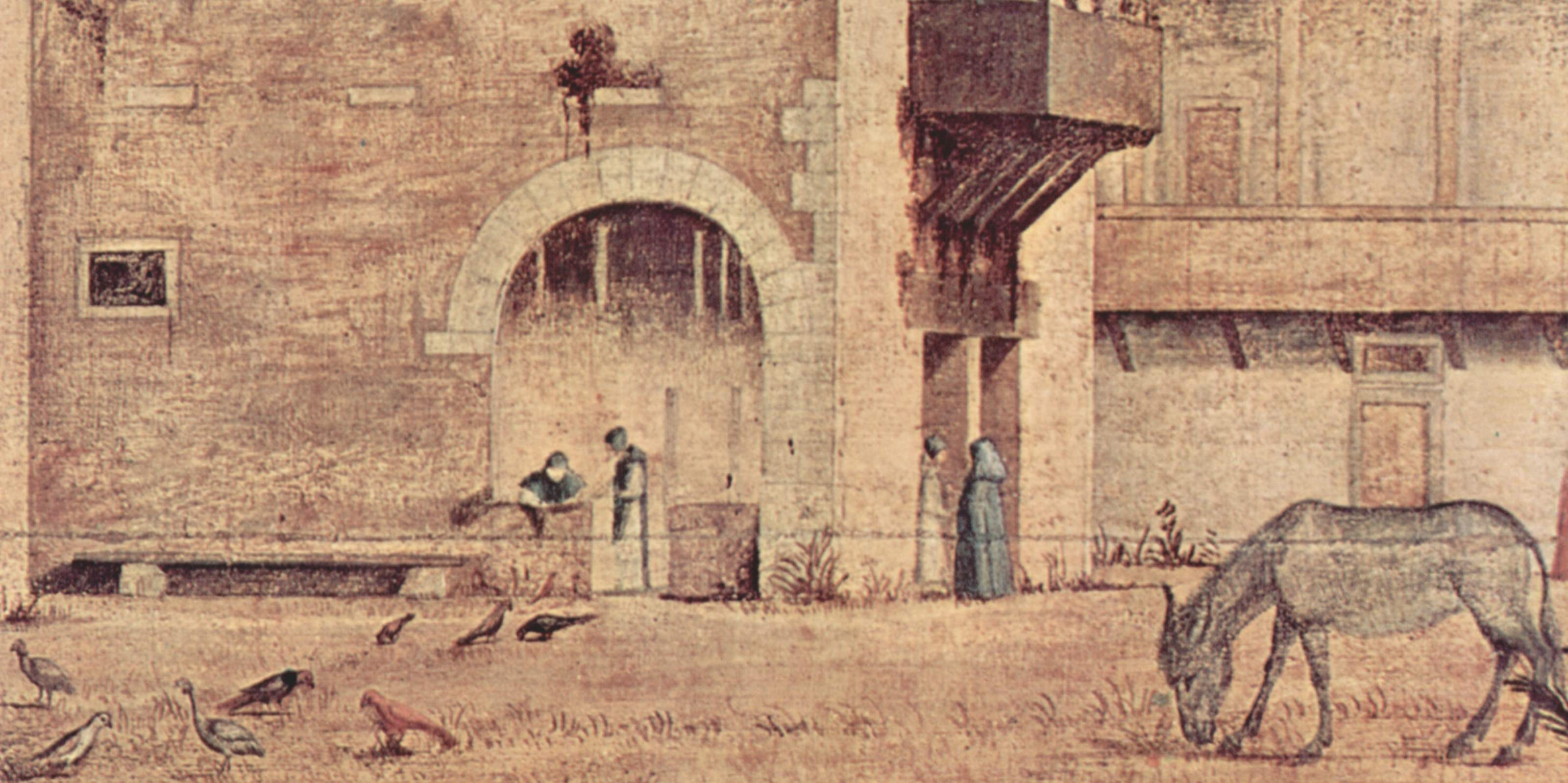
Dettaglio

Lo straordinario sfondo mostra una veduta ispirata probabilmente all'Ospedale di Santa Caterina dei Gerosolimitani, dove aveva anticamente sede la confraternita degli Schiavoni. L'antica Scuola sarebbe proprio l'edificio in fondo a sinistra con tetto a capanna, le finestre ad arco e il terrazzo ligneo. Alcuni monaci sono impegnati alle attività quotidiane, un asinello bruca con calma l'erba, mentre altri dettagli esotici rimandano al luogo della morte del santo, secondo la Leggenda Aurea, cioè Betlemme: si tratta dei palmizi, degli uomini mori o in turbante, degli animali esotici. A destra il leone di san Girolamo, ormai ammansito, esprime con un ruggito il dolore per la morte del santo.
Tutto appare legato dal collante della luce dorata, che inonda ogni dettaglio amplificando il senso di atmosfera reale, quasi come se si potesse percepire l'"aria" che circola liberamente. La scena è caratterizzata da una calma pacata, dove le emozioni sembrano cristallizzate in un senso di sospensione silenziosa.